# BBC Radio York
BBC Radio York – brytyjska stacja radiowa, należąca do publicznego nadawcy radiowo-telewizyjnego BBC i pełniąca w jego sieci rolę stacji lokalnej dla hrabstwa North Yorkshire. Została uruchomiona 4 lipca 1983, obecnie jest dostępna w analogowym przekazie naziemnym oraz w Internecie. 
Audycje własne stacji nadawane są z ośrodka BBC w Yorku. Oprócz nich w ramówce można znaleźć programy siostrzanych stacji lokalnych BBC z Sheffield i Leeds, a także nocne pasmo ogólnokrajowego BBC Radio 5 Live. 